# جيروذ أريزوني
جيروذ أريزوني (الاسم العلمي:Neotoma devia) هي نوع من الحيوانات تتبع جنس الجيروذ من فصيلة الفأرية.